# Новокольно
Новокольно (пол. Nowokolno) — село в Польщі, у гміні Янув Сокульського повіту Підляського воєводства.
Населення — 66 осіб (2011).
У 1975—1998 роках село належало до Білостоцького воєводства.

## Демографія
Демографічна структура станом на 31 березня 2011 року:
|          | Загалом | Допрацездатний вік | Працездатний вік | Постпрацездатний вік |
| -------- | ------- | ------------------ | ---------------- | -------------------- |
| Чоловіки | 32      | 8                  | 20               | 4                    |
| Жінки    | 34      | 9                  | 16               | 9                    |
| Разом    | 66      | 17                 | 36               | 13                   |